# Dicranomyia monkhtuyae
Dicranomyia monkhtuyae là một loài ruồi trong họ Limoniidae. Chúng phân bố ở miền Cổ bắc.